# مجیرالدین بیلقانی
مجیرالدین بیلقانی (درگذشتهٔ ۵۸۶ هجری) شاعر پارسی‌گوی ایرانی از قرن ششم هجری است.
نام او در کتب تذکره به همین صورت ذکر شده و پیوسته در اشعار خود را به عنوان مجیر یاد می‌کند. منشأ و مولد او شهر بیلقان از توابع شروان است که امروزه در کشور جمهوری آذربایجان قرار گرفته است. مجیرالدین به لطافت طبع و جودت قریحه بر بیشتر سخنگویان زمان خویش رجحان دارد و قصایدش به روانی الفاظ و وضوح و روشنی معانی ممتاز است. آنچه او به رویهٔ استاد خود یعنی خاقانی سروده اگرچه نسبت به اشعار خاقانی ساده‌تر و به فهم عموم نزدیک‌تر است لیکن از جهت متانت سبک و دقت معنی و جزالت اسلوب به پایهٔ سخن خاقانی نمی‌رسد. وفات او به روایت مجمع‌الفصحا در سال ۵۷۷ و به روایتی دیگر در ۵۸۶ بوده است.